# سوزان تمیم
سوزان تمیم (به فرانسوی: Suzanne Abdel Satar Tamim) (زاده ۲۳ سپتامبر ۱۹۷۷ - درگذشته ۲۸ ژوئیه ۲۰۰۸)، خواننده موسیقی پاپ لبنانی بود.
وی به دلایل مشکلات خانوادگی، برای مدتی در حدود یک سال، در شهر دبی زندگی می‌کرد. وی در آپارتمان شخصی خود در منطقه جمیرا، در تاریخ ۲۸ ژوئیه ۲۰۰۸ به قتل رسید. پلیس دبی علت قتل را «ضربات چاقو در کلیه نواحی بدن مقتول، به‌ویژه در ناحیه صورت» اعلام کرد و مدعی شد که قاتل سعی داشته تا «سر وی را از بدنش جدا کند».
وی در طول زندگی‌اش دو بار ازدواج ناموفق کرده بود.
در تاریخ ۱۰ اوت ۲۰۰۸، رسانه‌های عربی گزارش‌هایی را منتشر کردند که بر اساس آن، هشام طلعت مصطفی میلیارد مصری با پرداخت ۲ میلیون دلار به دو کارمند مصری خود، «عامل اصلی و پشت‌پرده» قتل سوزان تمیم بوده‌است. نهایتاً در تاریخ ۲ سپتامبر ۲۰۰۸، دادستان کل مصر، رسماً هشام طلعت مصطفی را برای شرکت در قتل از طریق تحریک، هماهنگی و تهیه مخارج جرم و همچنین محسن السکری به جرم قتل سوزان تمیم، متهم کرد و از دستگیری هر دو متهم پرونده خبر داد.
نهایتاً در تاریخ ۲۱ مه ۲۰۰۹ میلادی، دادگاه جنایی قاهره، هشام طلعت میلیاردر و سیاست‌مدار مصری را به همراه محسن السکری، افسر سابق پلیس مصر، برای قتل سوزان تمیم، به اعدام محکوم کرد.
طلعت در زمان انقلاب ۲۰۱۱ مصر از زندان فرار کرد.